# Megalops cyprinoides
Espèce
Statut de conservation UICN

 DD  : Données insuffisantes
Le tarpon indo-pacifique (Megalops cyprinoides) est une des deux espèces de tarpons du genre Megalops.